# Hovdestalunds kyrkogård

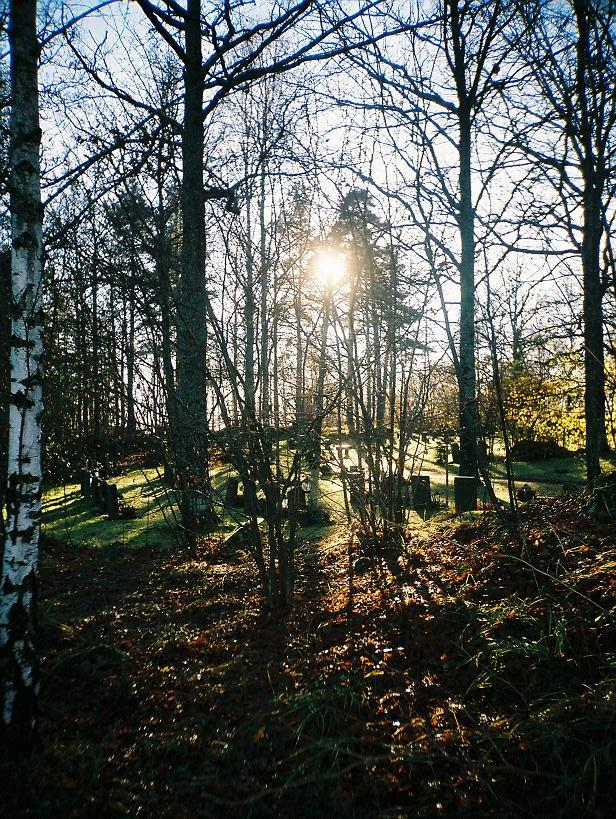
Delbild av Hovdestalunds kyrkogård

Hovdestalunds kyrkogård är en kyrkogård och begravningsplats i stadsdelen Hovdestalund i Västerås. Det finns 23 kyrkogårdar inom Västerås kyrkliga samfällighet varav Hovdestalund är den största med en yta på 35 hektar. Erik Hahr gjorde ritningen till Hovdestalund 1919 och första gravsättningen var i september 1924. På Hovdestalund finns alla gravformer att tillgå, det finns kistgravar, urngravar, askgravar och minneslund. Fyra kapell finns på området: Korsets, S:t Ilians, S:ta Gertruds och S:t Davids. S:t Davids kapell har målningar utförda av Filip Månsson, som också dekorerat Högalidskyrkan i Stockholm och taket i Västerås teater. 
Framför kapellet finns en stor gräsmatta som är förberedd för massbegravningar i händelse av epidemier eller krig.  
Hovdestalund har även ett kapellkrematorium och man kremerar åt Köping, Hallstahammar, Surahammar, Enköping och i viss mån åt Sala. Man kan utföra cirka 2 500 kremeringar per år och har kvicksilverrening som minskar utsläppen med 95 procent. Dessutom renas röken från sotpartiklar.